# Claros
Claros o Claro (griego antiguo  Κλάρος, latín Clarus, turco Ahmetbeyli), era un importante santuario oracular dedicado a Apolo, situado en el territorio de la polis (ciudad) de Colofón, en Jonia (Asia Menor). 

## Mitología
La tradición indicaba que los primeros griegos que llegaron a la zona del santuario de Claros, que entonces estaba habitada por carios, fueron cretenses comandados por Racio. Racio se casó con Manto, la hija de Tiresias, que había llegado por mandato del oráculo de Delfos con otros prisioneros tebanos de cuando los argivos se apoderaron de Tebas. Hijo de ellos fue Mopso, que expulsó a los carios del territorio. Se decía que Manto había sido quien había erigido el templo de Apolo Clario. Por otra parte, Mopso fue un destacado adivino: tras la guerra de Troya a Claros llegó el adivino Calcante, que retó a Mopso a averiguar quien de los dos era mejor adivino, resultando vencedor Mopso, tras lo cual Calcante murió de pena.

## Ritual
Según relata Tácito, en Claros los oráculos eran dados por sacerdotes procedentes de ciertas familias de Mileto, al contrario que los oráculos de Delfos, que eran emitidos por mujeres. El sacerdote escuchaba el número y nombre del consultante, bajaba luego a la cueva, bebía agua de una fuente misteriosa y emitía las respuestas en verso a las preguntas que se le planteaban.

## Arqueología
Las excavaciones arqueológicas han identificado varios edificios y sobre todo un gran número de inscripciones griegas con fuertes vínculos históricos, algunas de ellas inéditas todavía. Varias inscripciones esclarecen las relaciones entre Roma y las ciudades griegas, otras testimonian el funcionamiento del santuario y las consultas al oráculo. Varias inscripciones con el texto de los oráculos emitidos por Apolo en Claros fueron encontrados en otras ciudades griegas, datan del siglo II d. C. y algunos de ellos que estaban destinados a luchar contra una epidemia de peste, han sido relacionados con la peste antonina. Los nombres del epigrafista e historiador Louis Robert y de su mujer Jeanne Robert permanecen unidos a la excavación de Claros y al estudio de las inscripciones concernientes al santuario.